# NGC 1807
NGC 1807 je asterismus v souhvězdí Býka. Dříve byl považován za otevřenou hvězdokupu, ale výzkumy radiální rychlosti hvězd ukázaly, že v této oblasti leží jediná hvězdokupa, a to NGC 1817.

## Pozorování

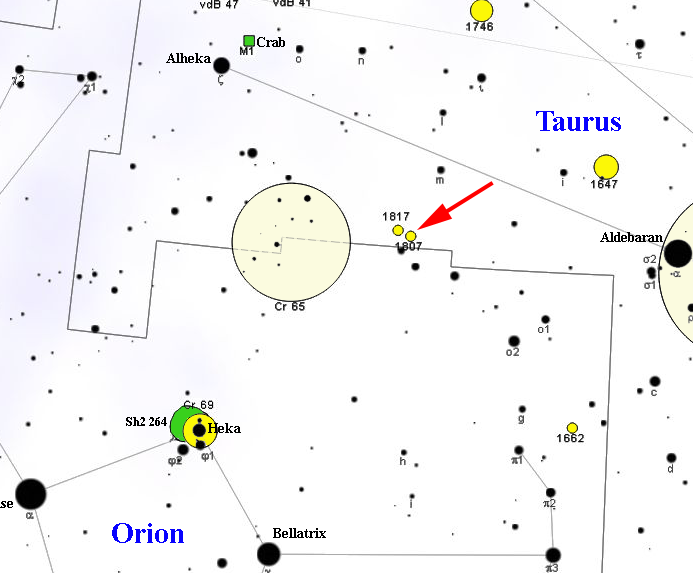
Poloha NGC 1807 v souhvězdí Býka

Tento asterismus leží blízko hranice se souhvězdím Orionu přibližně 8° východně od jasného Aldebaranu. Při malém zvětšení dalekohledu se vejde do zorného pole spolu s otevřenou hvězdokupou NGC 1817.
Základ asterismu je tvořen řetězcem šesti až sedmi žlutooranžových hvězd s magnitudami 8,9 až 10,2. Řetězec míří od severu k jihu, je dobře viditelný i pomocí triedru a kromě něj je možné zde spatřit ještě několik dalších slabších hvězd. Nejvhodnějším přístrojem k jeho pozorování je malý dalekohled s malým zvětšením.

## Historie pozorování
Asterismus objevil John Herschel 25. ledna 1832 pomocí zrcadlového dalekohledu o průměru 18,7 palce, který patřil jeho otci Williamu Herschelovi. Později jej zařadil do svého katalogu mlhovin a hvězdokup General Catalogue of Nebulae and Clusters pod číslem 1020.

## Vlastnosti
Objekt s označením NGC 1807 byl dlouhou dobu považován za otevřenou hvězdokupu a vyskytuje se tak v mnoha seznamech otevřených hvězdokup, ale přesto u něj nejsou dostupné údaje o vzdálenosti nebo jeho stáří.
Astrometrické výzkumy této oblasti odhalily, že více než 400 hvězd zde patří do hvězdokupy NGC 1817, ale pouze 14 může být členem NGC 1807.
Následný výzkum prokázal, že se v této části oblohy nachází pouze jediná rozsáhlá otevřená hvězdokupa, která se překrývá s NGC 1817. Z šestice červených obrů, které jsou vidět v oblasti NGC 1807, patří dva ke hvězdokupě NGC 1817 a zbylí čtyři obři mají navzájem rozdílnou radiální rychlost. Z toho se dá odvodit, že na místě NGC 1807 nebyla nalezena skutečná otevřená hvězdokupa a že se tedy jedná o prostý asterismus.